# Lokomotiva Ol49

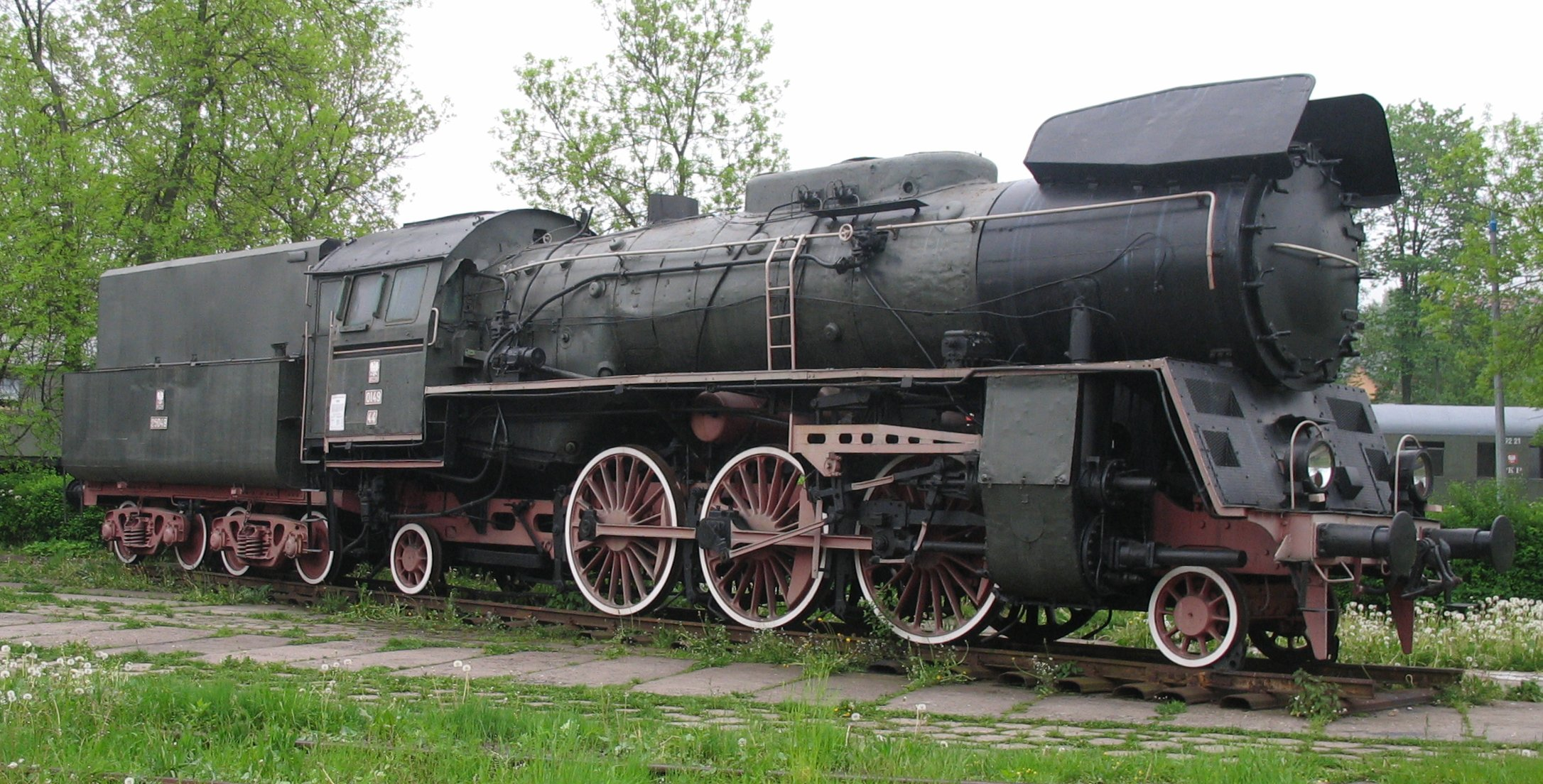
Lokomotiva Ol49-44 v Chabówce

Ol49 je polská parní lokomotiva vyráběná v letech 1951 až 1954 v továrně Fablok (polsky Pierwsza Fabryka Lokomotyw w Polsce Sp. Akc.), v Chrzanově.
Lokomotivy tohoto typu byly používány především na osobní přepravu. Bylo vyrobeno asi 112 kusů, mimo Polsko byly vyváženy do Albánie.